# Sahavaara
Sahavaara är en ort i Pajala socken i Pajala kommun. Orten ligger vid Riksväg 99 cirka 20 kilometer norr om Pajala och 1 kilometer söder om orten Kaunisvaara. Orten var till och med 2005 klassad som en småort. I avseende på fastighetsredovisningen ingår Sahavaara i byn Kaunisvaara. Adresserna i Sahavaara har namnet "Kaunisvaara".
Nordöstra delen av Sahavaara med Kaunisvaara kyrka var vid småortsavgränsningen 1990 avskild som en småort benämnd Vaararinta. Redan vid småortsavgränsningen 1995 upplöstes dock denna småort.

## Befolkningsutveckling
| Befolkningsutvecklingen i Sahavaara 1990–2005 | Befolkningsutvecklingen i Sahavaara 1990–2005 | Befolkningsutvecklingen i Sahavaara 1990–2005 | Befolkningsutvecklingen i Sahavaara 1990–2005 | Befolkningsutvecklingen i Sahavaara 1990–2005 |
| --------------------------------------------- | --------------------------------------------- | --------------------------------------------- | --------------------------------------------- | --------------------------------------------- |
|                                               |                                               |                                               |                                               |                                               |
| År                                            |                                               |                                               | Folkmängd                                     | Areal (ha)                                    |
| 1990                                          | 1990                                          |                                               | 56                                            | 46#                                           |
| 1995                                          | 1995                                          |                                               | 57                                            | 49#                                           |
| 2000                                          | 2000                                          |                                               | 59                                            | 49#                                           |
| 2005                                          | 2005                                          |                                               | 50                                            | 51#                                           |
| Anm.: Ej småort 2010. # Som småort.           |                                               |                                               |                                               |                                               |

## Byggnader
Kaunisvaara kyrka är ritad av den norske arkitekten Arvid Falkenberg och invigdes på Tacksägelsedagen den 13 oktober 1963. I Sahavaara ligger även en kyrkogård.